# Inscription de Behistun
L’inscription de Behistun (ou Béhistoun ou Bisistun ou Bisutun) est une inscription monumentale décrivant les conquêtes de Darius Ier en trois langues : le vieux perse, l’élamite et l’akkadien. Le texte est gravé dans un escarpement du Mont Behistun, dans la province de Kermanchah de l’actuel Iran. Elle a été déchiffrée par Henry Rawlinson. Ce dernier commença ses recherches en 1835 et eut besoin de plus d'une décennie pour achever sa traduction, qui fut publiée à Londres en 1846. L’inscription de Behistun est à l’écriture cunéiforme ce que la pierre de Rosette est aux hiéroglyphes égyptiens : le document le plus crucial dans le déchiffrement de cette écriture.

## L’inscription
Le texte lui-même est une déclaration de Darius Ier de Perse, écrit trois fois en trois écritures et langues différentes : deux langues côte à côte, vieux perse et élamite, et akkadien au-dessus d’elles. Darius a régné sur l’Empire perse de 521 à 486 av. J.-C.
Vers 515 av. J.-C., il relate en un long récit son accession au trône face à l’usurpateur Smerdis de Perse ainsi que ses guerres victorieuses suivantes et la répression de  la rébellion. Les textes sont gravés sur une falaise près de la ville moderne de Bisutun (en), dans les monts Zagros en Iran, à l’entrée de la plaine de Kermanchah.
L’inscription, d’approximativement 15 mètres de haut et 25 mètres de large, se trouve à 100 mètres au-dessus de la route antique reliant les capitales de Babylone en Babylonie et d’Ecbatane de l’Empire mède. Elle est extrêmement peu accessible, la montagne ayant été arasée pour rendre l’inscription plus évidente après gravure. Le texte en vieux perse contient 414 lignes en cinq colonnes ; le texte élamite comprend 593 lignes en huit colonnes et le texte akkadien en comporte 112. L’inscription a été illustrée d’un bas-relief représentant Darius, deux domestiques, grandeur nature et dix personnages hauts d’un mètre représentant les peuples conquis. Le dieu Ahura Mazda flotte au-dessus, donnant sa bénédiction au roi. Un personnage semble avoir été ajouté après les autres, de même, assez curieusement, la barbe de Darius est un bloc de pierre indépendant fixé par des goupilles et du fil de fer.

## Diffusion
Une traduction en araméen de l’inscription fait partie des papyrus d'Éléphantine. Une autre traduction en araméen a été trouvée à Saqqarah, en Égypte, et des versions en akkadien ont été retrouvées à Babylone.

## Première postérité historique et légendaire
La première mention historique de l’inscription est faite par l’historien grec Ctésias, cité par Diodore de Sicile (II, 13, 1-2), qui a noté son existence vers 400 av. J.-C., sous la forme « Bagistanon ». D'après lui, ce texte aurait été gravé « en caractères syriens » par la reine Sémiramis de Babylone. Tacite[réf. nécessaire] la mentionne également et décrit certains des monuments auxiliaires, longtemps oubliés, à la base de la falaise, où se trouve une source. Ce qui en reste est conforme à sa description.
Après la chute de l’Empire perse et de ses successeurs, et après que l’écriture cunéiforme fut tombée en désuétude, la signification de l’inscription a été oubliée et des interprétations fantaisistes sont devenues la norme. Pendant des siècles, on a ainsi pensé qu’elle était due à Khosro II.
Une légende est apparue, selon laquelle elle serait due à Farhâd, amant de Chirine, l’épouse de Khosro II. Exilé pour sa faute, Farhâd aurait eu pour tâche de tailler la montagne pour y trouver de l’eau ; s’il réussissait, il aurait la permission d’épouser Chirine. Après de nombreuses années et avoir déplacé la moitié de la montagne, il aurait trouvé l’eau, mais pour apprendre de Khosro II la mort de Chirine. Fou de douleur, il se serait jeté de la falaise. Chirine, qui n’était naturellement pas morte, se serait pendue en apprenant la nouvelle.[réf. nécessaire]

## Découverte par les Européens

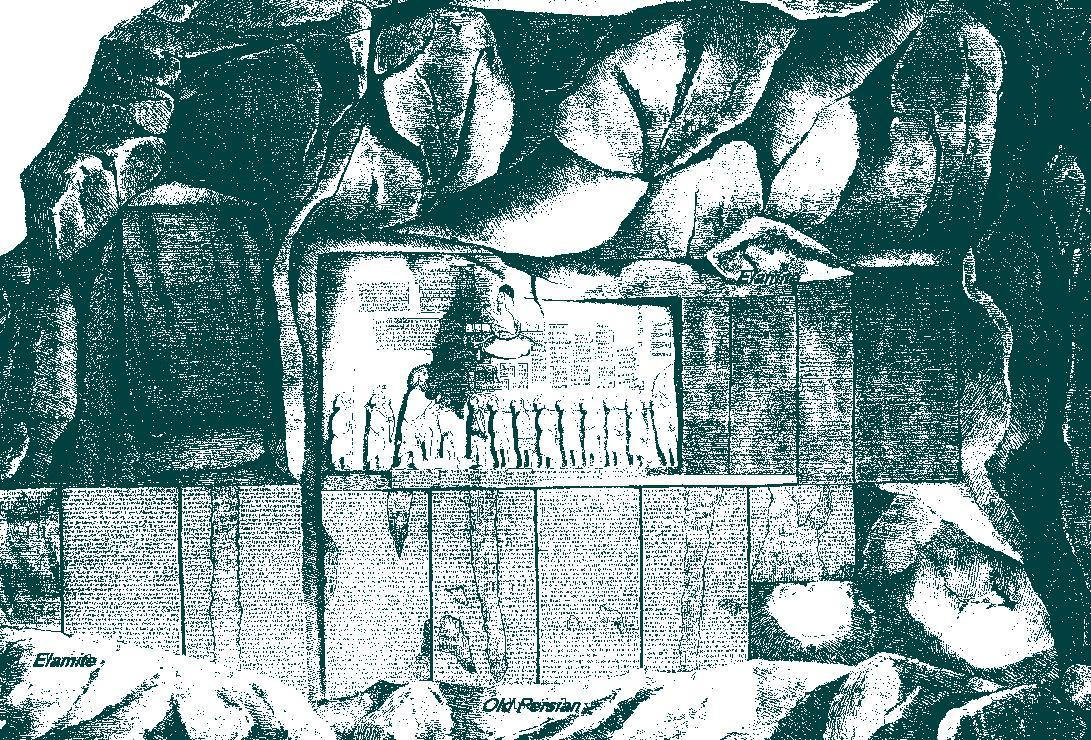
L’inscription de Behistun, donne le même texte en trois langues, gravée dans une falaise, indiquant l’histoire des conquêtes du roi Darius. Elle est illustrée par des images gravées du Grand Roi et d’autres personnages grandeur nature qui l’accompagnent.

En 1598, l’inscription est révélée à l’Europe de l’Ouest quand Robert Shirley, un Anglais au service de l’Autriche, la découvre lors d’une mission diplomatique en Perse. Il parvient à la conclusion qu’il s’agit d’une représentation de l’Ascension de Jésus Christ. Les fausses interprétations bibliques européennes se répandront au cours des deux siècles qui suivent : elles évoquent le Christ et ses apôtres, ou encore les tribus d’Israël et Salmanazar.
En 1835, Henry Creswicke Rawlinson, un officier de l’armée britannique entraînant l’armée du Chah d’Iran, commence à étudier sérieusement l’inscription. Tandis que le nom de la ville de Bisistun est anglicisée en l’actuel « Behistun », le monument devient connu sous le nom d’« inscription de Behistun ». En dépit de son inaccessibilité, Rawlinson peut escalader la falaise et copier l’inscription en vieux perse. La version élamite, qui se trouve de l’autre côté d’un abîme, et la version en akkadien, située quatre mètres au-dessus, sont moins faciles d’accès et sont remises à un accès ultérieur.
Armé du texte vieux-perse et environ un tiers du syllabaire fourni par l’allemand Georg Friedrich Grotefend, expert en cunéiforme, Rawlinson déchiffre le texte. Par chance, la première partie du texte donne une liste de rois perses identiques à celle qui est mentionnée par Hérodote. En mettant en correspondance les noms et les caractères, Rawlinson peut, vers 1838, déchiffrer les caractères cunéiformes utilisés pour le vieux perse.
Plus tard vient l’étude des deux textes restants. Après une période de service en Afghanistan, Rawlinson revient en 1843. En utilisant des planches, il franchit l’espace entre le texte vieux perse et l’élamite, qu’il copie. Il recrute un garçon entreprenant des environs, qui grimpe le long d’une fissure dans la falaise et installe des cordes à la hauteur du texte en akkadien. De la sorte, il peut prendre l’empreinte du texte en papier mâché. Rawlinson se met au travail et traduit à la fois l’écriture akkadienne et la langue, indépendamment des travaux d’Edward Hincks, de Jules Oppert et de William Henry Fox Talbot, qui contribuent également au déchiffrement. Edwin Norris (en) et d’autres sont les premiers à faire de même pour l’élamite. S’appliquant à trois des langues primaires de Mésopotamie et à trois variations de l’écriture cunéiforme, ces déchiffrements furent l’une des clefs pour faire entrer l’assyriologie dans l’époque moderne.
On pense que Darius avait placé spécifiquement l’inscription en ce lieu pour la rendre infalsifiable — la lisibilité passant au second plan de ses impératifs : le texte est complètement illisible au niveau du sol. Malheureusement, le roi perse n’avait pas compté sur la mare qui se formerait au pied de la falaise et sur le fait qu’une route serait ouverte dans le secteur. La fente par laquelle le garçon a escaladé la falaise est aujourd’hui la sortie d’un petit cours d’eau souterrain, inexistant à l’époque de l’inscription et asséché aujourd’hui, mais peut-être à l’origine du conte de la recherche de l’eau par Farhâd. Il a causé des destructions considérables à certains personnages. Darius n’avait pas non plus prévu la poudre à canon : son monument a été endommagé par des tirs de soldats au cours de la Seconde Guerre mondiale.